# Syron Vanes
Syron Vanes är ett Heavy metalband ifrån Sverige som bildades i Arlöv i Malmö 1980. Bandet grundades av Staffan Lindstedt och Anders Hahne och var ett av de första NWOBHM (New Wave Of British Heavy Metal) i Sverige.
1983 fick de skivkontrakt med Ebony Records och 1984 släpptes första albumet, Bringer of Evil. Andra albumet, Revenge, släpptes 1986 och var det sista albumet på Ebony Records.
Bandet fortsatte att turnera men släppte inga nya album förrän 2003 då albumet Insane kom. Samma år hade bandet en show på Sweden Rock 2003. 2007 släpptes albumet Property of... 2013 släpptes albumet Evil Redux.

## Medlemmar
Nuvarande medlemmar
- Andy Seymore (eg. Anders Hahne) – gitarr (1980– )
- Rimmy Hunter (Rimbert Vahlström)– gitarr, sång (1981– )
- Jakob Lagergren – basgitarr (1997–2003, 2011–2013, 2013– )
- Mats Bergentz – trummor (2011– )

Tidigare medlemmar
- Stephen Mavrock (Staffan Lindstedt) – trummor (1980–2011)
- Rix Volin (Erik Briselius) – sång (1981–1986)
- Ace Greensmith (Arne Sandved) – basgitarr
- Ola Petersson – gitarr (1980–1981)
- Anders Lind – basgitarr (1980–1981)
- Michel Strand – basgitarr
- Peter Espinoza – gitarr
- Anders Hansson – trummor
- Abbe Ahlbin – basgitarr
- Peter Christensson
- Jocke Magnusson – trummor
- Mårten Hedener – trummor
- Dick Qwarfort – basgitarr
- Anders Sellborn – basgitarr (2013)

## Diskografi
Demo
- If You Prefer Heavy Metal (1983)

Studioalbum
- Bringer of Evil (1984)
- Revenge (1986)
- Insane (2003)
- Property of... (2007)
- Evil Redux (2013)
- Chaos from a Distance (2017)

Singlar
- "Chaos from a Distance" (2016)